# Petr Halata
Petr Halata († 6. listopadu 2018 Šanghaj, Čínská lidová republika, ve věku 66 let) byl lékař v oboru vnitřního lékařství a hyperbarické a letecké medicíny.

## Profesní kariéra
Promoval v roce 1979. Byl především všeobecným internistou. Patřil ve svém oboru ke špičce, kromě všeobecné medicíny se věnoval medicíně letecké a cestovní a v některých těchto speciálních oblastech byl garantem nařízení Evropské komise v ČR. Podle ředitele ÚLZ Petra Chmátala byl slušným, poctivým, chytrým a velmi erudovaným člověkem.
Až do své smrti působil v Ústavu leteckého zdravotnictví v Praze jako primář interního oddělení. Podle ředitele tohoto ústavu dlouhodobě patřil do skupiny lékařů, kteří zabezpečují po zdravotní stránce zahraniční cesty vrcholných představitelů, a měl s tím široké zkušenosti.

## Okolnosti úmrtí
V sobotu 3. listopadu 2018 odcestoval jako člen delegace prezidenta České republiky Miloše Zemana na třídenní návštěvu Číny v souvislosti s dovozním veletrhem China International Import Expo (CIIE). K odjezdu automobilové kolony z hotelu ani k odletu letadla ze šanghajského letiště se však v úterý 6. listopadu nedostavil a delegace odletěla bez něj. Zemřel v hotelovém pokoji v Šanghaji. Letiště ani hotel média blíže nespecifikovala. Před odletem z Prahy neměl žádné zdravotní potíže, podle některých zpráv si během pobytu v Číně údajně na veřejnosti blíže nespecifikované potíže stěžoval, svému nadřízenému se však o žádných potížích telefonicky nezmínil. Jeho nadřízený, ředitel Chmátal, v této souvislosti zmínil, že takováto náhlá úmrtí zcela zdravých osob nejčastěji souvisejí s náhlým srdečním selháním. Lékař Štefan Brunclík, náměstek ředitele léčebně preventivní činnosti v ÚLZ, který byl rovněž členem delegace, ale cestoval jiným letadlem s podnikatelskou částí delegace, uvedl, že situace v Šanghaji byla zpočátku nepřehledná, nicméně ještě ráno byl doktor Halata na snídani a bez jakýchkoliv problémů. I když byl doktor Brunclík v době nalezení Halatova těla přítomen v hotelu, z Halatova pokoje byl vykázán s tím, že už je bohužel pozdě.